# 超楕円曲面
数学では、超楕円曲面(hyperelliptic surface)、あるいは双楕円曲面(bi-elliptic surface)は、楕円曲線上の楕円ファイバー(elliptic fibration)を持つ曲面である。すべてのそのような曲面は、有限アーベル群による 2つの楕円曲線の積の商として記述できる。超楕円曲面は、エンリケス・小平の分類の中の小平次元 0 の曲面のひとつのクラスである。

## 不変量
小平次元は 0 である。
ホッジダイアモンドは、次の形となる。
```
          1
      1       1
  0       2      0
      1       1
          1
```

## 分類
超楕円曲面は、商 (E×F)/G である。ここに E = C/Λ であり F は楕円曲線で、G は F （ F の作用）の部分群である。次の表に示すように、超楕円曲面には 7つの族がある。
| K の位数 | Λ       | G           | E 上の G の作用            |
| -------- | ------- | ----------- | -------------------------- |
| 2        | 任意の  | Z/2Z        | e → −e                     |
| 2        | 任意の  | Z/2Z ⊕ Z/2Z | e → − e, e → e + c, −c = c |
| 3        | Z ⊕ Zω  | Z/3Z        | e → ωe                     |
| 3        | Z ⊕ Zω  | Z/3Z ⊕ Z/3Z | e → ωe, e → e + c, ωc = c  |
| 4        | Z ⊕ Zi; | Z/4Z        | e → ie                     |
| 4        | Z ⊕ Zi  | Z/4Z ⊕ Z/2Z | e → ie, e → e + c, ic = c  |
| 6        | Z ⊕ Zω  | Z/6Z        | e → −ωe                    |

ここに ω は 1 の 3乗根であり、i は 1 の 4乗根である。

## 準超楕円曲面
準超楕円曲面(quasi-hyperelliptic surface)は、その標準因子が 0 に数値的に同値であり、楕円曲線へのアルバネーゼ写像とすべてのファイバー(fiber)がカスプ(cusp)を持ち有理的であるような代数曲面である。準超楕円曲面は、標数が 2 や 3 のときにのみあり得る。第二ベッチ数は 2 で、第二チャーン数は 0 であり、正則オイラー標数(holomorphic Euler characteristic)は 0 である。準超楕円曲面は、(Bombieri & Mumford 1976) により分類され、彼は標数が 3 のとき6つの場合があることを発見した（この場合は 6K = 0）であり、標数 2 の場合は 8つの場合がある（この場合は、6K あるいは、4K が 0 となる）ことを発見した。準超楕円曲面は、商 (E×F)/G である。ここに E はカスプを持つ有理曲線であり、F は楕円曲線、G は F の（F の作用による）有限部分群スキーム(subgroup scheme)である。